# Drag Race France (seconda edizione)
La seconda edizione di Drag Race France è andata in streaming in Francia dal 30 giugno al 25 agosto 2023 sulla piattaforma France.tv Slash e in onda su France 2.
Il 1º giugno 2023 sono state annunciate le undici concorrenti, provenienti da diverse parti della Francia, in competizione per ottenere il titolo di France's Next Drag Superstar.
Keiona, vincitrice dell'edizione, ha guadagnato come premio una fornitura di cosmetici della MAC Cosmetics, un viaggio tutto compreso per New York sponsorizzato da Misterb&b, una corona e uno scettro di Y'Paris.

## Concorrenti
Le undici concorrenti che prendono parte al reality show sono:
| Concorrente  | Vero nome            | Età | Città                               | Posizionamento |
| ------------ | -------------------- | --- | ----------------------------------- | -------------- |
| Keiona       | Kevin Kouassi        | 31  | Parigi – Île-de-France              | Vincitrice     |
| Sara Forever | Matthieu Bardin      | 33  | Bordeaux – Nuova Aquitania          | 2º posto       |
| Mami Watta   | William Pedia        | 24  | Saint-Denis – Île-de-France         | 3º/4º posto    |
| Punani       | Jules Faure          | 32  | Parigi – Île-de-France              | 3º/4º posto    |
| Piche        | Mike Gautier         | 26  | Arles – Provenza-Alpi-Costa Azzurra | 5º posto       |
| Cookie Kunty | Romain Eck           | 29  | Parigi – Île-de-France              | 6º posto       |
| Moon         | Ava Matthey          | 31  | Ginevra – Svizzera                  | 7º posto       |
| Ginger Bitch | Cedric Rouille       | 44  | Nizza – Provenza-Alpi-Costa Azzurra | 8º posto       |
| Kitty Space  | Kiara Denis          | 27  | Lione – Alvernia-Rodano-Alpi        | 9º posto       |
| Vespi        | Ian Brugmans         | 23  | Lilla – Alta Francia                | 10º posto      |
| Rose         | Guillaume Noe Masson | 32  | Parigi – Île-de-France              | 11º posto      |

## Tabella eliminazioni
| Ordine | Episodi | Episodi | Episodi | Episodi | Episodi | Episodi | Episodi | Episodi | Episodi      | Episodi |
| Ordine | 1       | 2       | 3       | 4       | 5       | 6       | 7       | 8       | 9            |         |
| ------ | ------- | ------- | ------- | ------- | ------- | ------- | ------- | ------- | ------------ | ------- |
| 1      | Sara    | Piche   | Sara    | Punani  | Keiona  | Cookie  | Sara    | Sara    | Keiona       |         |
| 2      | Keiona  | Ginger  | Ginger  | Keiona  | Cookie  | Keiona  | Keiona  | Keiona  | Sara Forever |         |
| 3      | Punani  | Keiona  | Keiona  | Moon    | Moon    | Mami    | Mami    | Mami    | Mami Watta   |         |
| 4      | Mami    | Sara    | Piche   | Cookie  | Sara    | Punani  | Punani  | Punani  | Punani       |         |
| 5      | Moon    | Punani  | Punani  | Mami    | Mami    | Sara    | Piche   | Piche   |              |         |
| 6      | Vespi   | Kitty   | Moon    | Sara    | Punani  | Moon    | Cookie  |         |              |         |
| 7      | Piche   | Moon    | Mami    | Ginger  | Ginger  |         | Ginger  |         |              |         |
| 8      | Cookie  | Mami    | Cookie  | Piche   |         |         | Kitty   |         |              |         |
| 9      | Ginger  | Cookie  | Kitty   |         |         |         | Vespi   |         |              |         |
| 10     | Kitty   | Vespi   |         |         |         |         | Rose    |         |              |         |
| 11     | Rose    |         |         |         |         |         |         |         |              |         |

Legenda:
     La concorrente ha vinto la gara
     La concorrente è arrivata in finale ma non ha vinto la gara
     La concorrente è arrivata in finale, ma è stata eliminata
     La concorrente ha vinto la puntata
     La concorrente figura tra le prime ma non ha vinto la puntata
     La concorrente è salva e accede alla puntata successiva (l'ordine di chiamata è casuale)
     La concorrente figura tra le ultime ma non ed è a rischio eliminazione
     La concorrente figura tra le ultime due ed è a rischio eliminazione
     La concorrente è stata eliminata
     La concorrente ha abbandonato la competizione
     La concorrente ha vinto il playback ed è stata riammessa nella competizione
     La concorrente è tornata con la possibilità di riprendere parte alla competizione ma è stata nuovamente eliminata

## Giudici
- Nicky Doll
- Daphné Bürki
- Kiddy Smile

### Giudici ospiti
- Chris
- Nicola Sirkis
- Zahia Dehar
- Loïc Prigent
- Rossy de Palma
- Amanda Lear
- Eddy de Pretto
- Juliette Armanet
- Barbara Butch
- Christian Louboutin
- Léna Situations
- Virginie Despentes
- Victor Weinsanto
- La Zarra
- Nicolas Huchard

## Special guest
- Jean Ranobrac
- La Kahena
- Lova Ladiva
- La Briochée
- Kam Hugh
- Elips
- La Big Bertha
- Lolita Banana
- Soa de Muse
- La Grande Dame
- Paloma
- Juda La Vidange
- Bilal Hassani

## Riassunto episodi

### Episodio 1 –Un Retour LÉ-GEN-DAIRE
Il primo episodio della seconda edizione francese si apre con le concorrenti che entrano nell'atelier. La prima a entrare è Mami Watta, l'ultima è Punani. Nicky Doll fa il suo ingresso annunciando l'inizio di una nuova edizione e dando il benvenuto alle concorrenti.
- La mini sfida: le concorrenti devono posare per un servizio fotografico con una scenografia a tema giardino fiorito, dove devono posare su un'altalena, mentre devono resistere ad una tempesta generata da un ventilatore. La vincitrice della mini sfida è Punani.
- La sfida principale: le concorrenti devono scrivere, produrre e coreografare un numero hip hop sulle note del nuovo inno dello show We Are Légendaires. Quando Nicky Doll ritorna nell'atelier per vedere come procedono i preparativi della sfida, insieme con lei c'è anche Chris, che offrono consigli su come eccellere in una sfida di canto. Successivamente concorrenti raggiungono il palcoscenico principale, dove ad attenderle c'è Claude Cormier, con il quale organizzano la coreografia per spettacolo.

Giudici ospiti della puntata sono Chris e Nicola Sirkis. Il tema della sfilata è SuperDrag, dove le concorrenti devono sfoggiare un abito da superoina. Nicky Doll dichiara Mami, Moon, Vespi, Piche e Cookie salve e lascia le altre concorrenti sul palco per le critiche. Kitty Space e Rose sono le peggiori, mentre Sara Forever è la migliore della puntata.
- L'eliminazione: Kitty Space e Rose vengono chiamate ad esibirsi con la canzone 3SEX degli Indochine e Christine and the Queens. Kitty Space si salva, mentre Rose viene eliminata dalla competizione.

### Episodio 2 –C'est Show ce Soir
Il secondo episodio si apre con le concorrenti che rientrano nell'atelier dopo l'eliminazione di Rose, con Punani terribilmente dispiaciuta per l'esclusione di una sua carissima amica. . Successivamente le concorrenti si complimentano con Sara per la prima vittoria dell'edizione.
- La mini sfida: le concorrenti devono ballare vestite da panda, per poi a turno mostrare a Nicky Doll la loro coreografia migliore. La vincitrice della mini sfida è Moon.

- La sfida principale: le concorrenti prendono parte a una gara di talenti, esibendosi davanti ai giudici e alle concorrenti della prima edizione. Le concorrenti decidono di esibirsi nelle seguenti categorie:

| Concorrente  | Talento dell'esibizione |
| ------------ | ----------------------- |
| Keiona       | Canto e vogueing        |
| Punani       | Ginnastica comica       |
| Vespi        | Mimo                    |
| Sara Forever | Cabaret                 |
| Ginger Bitch | Stand-up comedy         |
| Kitty Space  | Balletto comico         |
| Mami Watta   | Canto e ballo           |
| Cookie Kunty | Canto e ventriloquismo  |
| Moon         | Canto e ballo           |
| Piche        | Canto                   |

Giudice ospite della puntata è Zahia Dehar. Il tema della sfilata è 2 en 1, dove le concorrenti devono sfoggiare due abiti in uno. Nicky Doll dichiara Punani, Kitty e Moon salve e lascia le altre concorrenti sul palco per le critiche. Cookie Kunty e Vespi sono le peggiori, mentre Piche è la migliore della puntata.
- L'eliminazione: Cookie Kunty e Vespi vengono chiamate ad esibirsi con la canzone Tout di Lara Fabian. Cookie Kunty si salva, mentre Vespi viene eliminata dalla competizione.

### Episodio 3 –Moterur, Dragtion!
Il terzo episodio si apre con le concorrenti che rientrano nell'atelier dopo l'eliminazione di Vespi, con Piche felice di aver vinto il talent show ma, allo stesso, triste nel vedere una sua amica uscire così presto. Intanto Cookie è disposta a tutto di dimostrare ai giudici il suo talento e di evitare di finire di nuovo tra le peggiori.
- La mini sfida: le concorrenti devono "leggersi" a vicenda, ovvero dire qualcosa di cattivo ma facendolo in modo scherzoso. La vincitrice della mini sfida è Piche.
- La sfida principale: le concorrenti devono recitare nel programma televisivo Le Croissant Show, parodia della serie tv franco-canadese The Morning Show, che sarà trasmesso dal vivo. Avendo vinto la mini sfida, Piche ha possibilità di assegnare i ruoli da interpretare. Durante l'assegnazione dei ruoli, si vengono a creare delle tensioni fra alcune delle concorrenti che vogliono interpretare lo stesso personaggio. Poco dopo le concorrenti raggiungono Nicky Doll e Daphné Bürki, che aiuteranno a dirigere lo show.

Giudici ospiti della puntata sono Loïc Prigent e Rossy de Palma. Il tema della sfilata è La Nuit des 1000 Dalida, dove le concorrenti devono sfoggiare un abito che rispecchi un look iconico di Dalida. Nicky Doll dichiara Piche, Punani e Moon salve e lascia le altre concorrenti sul palco per le critiche. Cookie Kunty e Kitty Space sono le peggiori, mentre Sara Forever è la migliore della puntata.
- L'eliminazione: Cookie Kunty e Kitty Space vengono chiamate ad esibirsi con la canzone Monday Tuesday... Laissez moi danser di Dalida. Cookie Kunty si salva, mentre Kitty Space viene eliminata dalla competizione.

### Episodio 4 –Le Snatch Game
Il quarto episodio si apre con le concorrenti che rientrano nell'atelier dopo l'eliminazione di Kitty, tristi per l'uscita di una persona che trasmetteva sempre positività all'interno dell'atelier. Intanto Sara, al settimo cielo per la sua seconda vittoria, è diventata l'avversaria più temibile secondo le altre concorrenti.
- La mini sfida: le concorrenti, divise in coppie, devono recitare la parte di una coppia di novelli sposi, per poi prendere parte ad una versione rivisitata del gioco delle sedie. Le vincitrici della mini sfida sono Cookie Kunty e Moon.
- La sfida principale: le concorrenti prendono parte alla sfida più attesa in ogni edizione dello show, lo Snatch Game. Amanda Lear ed Eddy de Pretto sono i concorrenti del gioco. Le concorrenti dovranno scegliere una celebrità e impersonarla per l'intero gioco, con lo scopo di essere il più divertenti possibili. Durante i preparativi della sfida, Cookie e Sara vogliono fare lo stesso personaggio, Johnny Hallyday, ma alla fine dopo un confronto tra le due Sara decide di scegliere un nuovo personaggio. Poco dopo Nicky Doll ritorna nell'atelier per vedere quali personaggi sono stati scelti, inoltre, aiuta le concorrenti con vari consigli per dare il meglio nel gioco. Le celebrità scelte dalle concorrenti sono state:

| Concorrente  | Celebrità impersonata |
| ------------ | --------------------- |
| Cookie Kunty | Johnny Hallyday       |
| Ginger Bitch | Victoria Silvstedt    |
| Keiona       | Afida Turner          |
| Mami Watta   | Shauna Sand           |
| Moon         | Brigitte Fontaine     |
| Piche        | Geneviève de Fontenay |
| Punani       | Amanda Lear           |
| Sara Forever | Françoise Sagan       |

Giudici ospite della puntata sono Amanda Lear ed Eddy de Pretto. Il tema della sfilata è Sous l'Océan, dove le concorrenti devono sfoggiare un abito che rappresenti le profondità dell'oceano. Nicky Doll dichiara Cookie e Mami salve e lascia le altre concorrenti sul palco per le critiche. Piche e Ginger Bitch sono le peggiori, mentre Punani è la migliore della puntata.
- L'eliminazione: Piche e Ginger Bitch vengono chiamate ad esibirsi con la canzone Je vais vite di Lorie. Ginger Bitch si salva, mentre Piche viene eliminata dalla competizione.

### Episodio 5 –Le Bossu de Notre Drag
Il quinto episodio si apre con le concorrenti che rientrano nell'atelier dopo l'eliminazione di Piche, con Giger consapevole di aver eliminato una delle concorrenti più forti dell'edizione. Intanto Keiona, dopo l'ennesima vittoria mancata, afferma che farà di tutto per essere la migliore nella prossima sfida.
- La mini sfida: le concorrenti prendono parte ad una versione rivisitata del reality francese Fort Boyard, con l'obiettivo di trovare la trovare la chiave giusta che apre il forziere del tesoro. La vincitrice della mini sfida è Keiona.
- La sfida principale: le concorrenti prendono parte a un musical ispirato a Notre-Dame de Paris, in cui ogni concorrente avrà il ruolo di un personaggio ispirato da uno proveniente dall'omonimo romanzo. Avendo vinto la mini sfida, Keiona ha possibilità di assegnare i ruoli da interpretare. Durante l'assegnazione dei ruoli, si vengono a creare delle tensioni fra alcune delle concorrenti che vogliono interpretare lo stesso personaggio. I personaggi interpretati dalle concorrenti sono stati:

| Concorrente  | Personaggio interpretato |
| ------------ | ------------------------ |
| Cookie Kunty | Narratrice               |
| Ginger Bitch | Esmeraldoigt             |
| Keiona       | Quasimolo                |
| Mami Watta   | Boulangère               |
| Moon         | Malo                     |
| Punani       | Dragouili                |
| Sara Forever | Dragouilla               |

Giudici ospiti della puntata sono Juliette Armanet e Barbara Butch. Il tema della sfilata è Démesure Couture, dove le concorrenti devono sfoggiare un abito con dimensioni esagerate. Dopo la sfilata e le critiche dei giudici, Nicky Doll dichiara Punani e Ginger Bitch le peggiori, mentre Keiona è la migliore della puntata.
- L'eliminazione: Punani e Ginger Bitch vengono chiamate ad esibirsi con la canzone Le dernier jour du disco di Juliette Armanet. Punani si salva, mentre Ginger Bitch viene eliminata dalla competizione.

### Episodio 6 –Time Ball
Il sesto episodio si apre con le concorrenti che rientrano nell'atelier dopo l'eliminazione di Ginger, con Cookie triste della sua uscita poiché, nonostante il litigio avvenuto durante il precedente Untucked, era la persona con cui aveva legato di più.
- La mini sfida: le concorrenti devono improvvisare un lip sync su un brano cantato dal vivo dal cantante francese Bilal Hassani. La vincitrice della mini sfida è Punani.
- La sfida principale: le concorrenti partecipano al French Ball, dove presenteranno tre look differenti; il terzo dovrà essere cucito e assemblato a mano. Avendo vinto la mini sfida, Punani ha possibilità di scegliere per prima i materiali da utilizzare per la sfida. Le categorie sono:
  - Héroïne du passé: un look tributo dedicato ad un personaggio famoso;
  - Futuristic Chic: un look d'alta moda ispirato al futuro;
  - Reine du Bal: un look realizzato in giornata con materiali non convenzionali perfetto per una serata al ballo di fine anno.

Giudici ospiti della puntata sono Christian Louboutin e Léna Situations. Durante i giudizi viene chiesto alle concorrenti, chi secondo loro merita di essere eliminata. Dopo la sfilata e le critiche dei giudici, Nicky Doll dichiara Moon e Sara Forever le peggiori, mentre Cookie Kunty e Keiona sono le migliori della puntata.
- L'eliminazione: prima dell'inizio del lip sync, Moon decide di abbandonare la competizione a causa di problemi di salute mentale, citati in precedenza durante l'Untucked. Pertanto viene successivamente chiesto alle concorrenti di esibirsi simbolicamente con la canzone Tu m'oublieras di Larusso, senza procedere con ulteriori eliminazioni.

### Episodio 7 –Showtime!
Il settimo episodio si apre con le concorrenti che rientrano nell'atelier dopo l'autoeliminazione di Moon, che rispettano la sua scelta di abbandonare la gara per prendersi cura di se stessa.
- La mini sfida: le concorrenti devono pescare a sorte un pupazzo che rappresenti una delle altri concorrenti, metterlo in drag e fare un siparietto comico imitando l'altra concorrente. La vincitrice della mini sfida è Mami Watta.
- La sfida principale: le concorrenti, divise in due gruppi, devono coreografare un numero da girl group sulle note del brano di Nicky Doll Attention. Il primo gruppo è composto da Keiona, Punani, Sara, Mami e Cookie, mentre, a sorpresa, il secondo gruppo è formato da Rose, Vespi, Kitty, Piche e Ginger, le concorrenti precedentemente eliminate. Nicky spiega poi che la concorrente migliore delle eliminate si sfiderà con la concorrente peggiore della sfida, cercando di conquistare una possibilità di ritornare nella competizione. Una volta scritto il pezzo tutti i gruppi raggiungono il palcoscenico principale per le prove della coreografia.

| Concorrenti  | Nome girl group    | Brano della performance |
| ------------ | ------------------ | ----------------------- |
| Ginger Bitch | Les Revenantes     | "Attention"             |
| Kitty Space  | Les Revenantes     | "Attention"             |
| Piche        | Les Revenantes     | "Attention"             |
| Rose         | Les Revenantes     | "Attention"             |
| Vespi        | Les Revenantes     | "Attention"             |
| Cookie Kunty | Les 5 Fantastiques | "Attention"             |
| Keiona       | Les 5 Fantastiques | "Attention"             |
| Mami Watta   | Les 5 Fantastiques | "Attention"             |
| Punani       | Les 5 Fantastiques | "Attention"             |
| Sara Forever | Les 5 Fantastiques | "Attention"             |

Giudici ospiti della puntata sono Virginie Despentes e Victor Weinsanto. Il tema della sfilata è Brillez pour Nous, dove le concorrenti devono sfoggiare un abito tempestato di paillettes. Dopo la sfilata e le critiche dei giudici, Nicky Doll dichiara Cookie Kunty la peggiore, mentre Sara Forever è la migliore della puntata. Successivamente Nicki Doll dichiara Piche la migliore delle concorrenti eliminate.
- L'eliminazione: Cookie Kunty e Piche vengono chiamate ad esibirsi con la canzone Et alors! di Shy'm. Piche viene dichiarata vincitrice del playback e, inoltre, rientra ufficialmente nella competizione, mentre Cookie Kunty viene eliminata.

### Episodio 8 –Plutôt Deux Fois Queen
L'ottavo episodio si apre con le concorrenti che rientrano nell'atelier dopo l'eliminazione di Cookie, con Piche al settimo cielo per la seconda opportunità ricevuta, mentre alcune delle concorrenti in gara non sono entusiaste di questo colpo di scena, poiché sono consapevoli di quanto Cookie abbia lottato per il suo posto nella competizione.
- La mini sfida: le concorrenti prendono parte ad una versione rivisitata del game show Le Maillon faible, adattamento francese del franchise The Weakest Link, con l'obiettivo di indovinare il maggior numero di domande di cultura generale. La vincitrice della mini sfida è Mami Watta.
- La sfida principale: le concorrenti devono fare un make-over, cioè truccare e preparare un rugbista per farli diventare simili in drag. Avendo vinto la mini sfida, Mami può formare le coppie. Durante la preparazione della sfida, le concorrenti e i giocatori di rugby si confrontano tra loro su diverse questioni, come ad esempio come i giocatori di rugby hanno avuto momenti complicati nelle loro carriere sportive a causa del loro orientamento sessuale e su come le concorrenti devono costantemente dare il massimo per essere accettate nella società.

| Concorrente  | Rugbista (Nome Reale) | Rugbista (Nome in Drag) |
| ------------ | --------------------- | ----------------------- |
| Keiona       | Ludovic               | Lola                    |
| Mami Watta   | Brice                 | Queen Mera              |
| Piche        | Ryan                  | Chisterabiche           |
| Punani       | Florent               | Lovali                  |
| Sara Forever | François              | Divina Forever          |

Giudici ospiti della puntata sono Nicolas Huchard e La Zarra. Il tema della sfilata è Belle de Match, dove le concorrenti e i rugbisti devono sfoggiare dei look simili, che rappresenti la loro famiglia drag. Durante i giudizi viene chiesto alle concorrenti perché meritano di accedere alla finale. Dopo la sfilata e le critiche dei giudici, Nicky Doll dichiara Piche e Punani le peggiori, mentre Sara Forever è la migliore della puntata ed accede alla finale, Mami Watta e Keiona si salvano ed accedono alla finale.
- L'eliminazione: Piche e Punani vengono chiamate ad esibirsi con la canzone Une femme avec une femme delle Mecano. Punani si salva ed accede alla finale, mentre Piche viene eliminata dalla competizione.

### Episodio 9 –La Grande Finale
Nell'episodio finale della stagione, dopo che tutte le concorrenti hanno sfilato nella categoria Dragnifique ed essendosi esibite con il brano We Are Légendaires, le quattro finaliste devono esibirsi in numeri coreografici con musiche originali. Soltanto due concorrenti saranno poi scelte da Nicky Doll per accedere al lipsync finale dove sarà proclamata la vincitrice.
Dopo ogni esibizione, Nicky Doll pone delle domande alle finaliste, di come il programma gli ha cambiato la vita e fa loro alcune sorprese. Le concorrenti si esibiscono nelle seguenti coreografie:
| Concorrente  | Coreografia    |
| ------------ | -------------- |
| Keiona       | Déjà une star  |
| Punani       | La Punanimité  |
| Mami Watta   | Moi, moi, moi  |
| Sara Forever | Madame Forever |

Dopo tutte le esibizioni, le finaliste vengono richiamate sul palcoscenico principale per ascoltare il verdetto finale. Nicky Doll dichiara che ad accedere alla fase finale sono Keiona e Sara Forever, mentre Punani e Mami Watta vengono eliminate dalla competizione.
Prima del lip-sync finale, viene annunciata la Miss Congeniality dell'edizione, che come la precedente edizione è stata scelta dalle concorrenti. Ad annunciare la vincitrice è stata Elips, Miss Congeniality dell'edizione precedente. Il titolo è andato a Moon.
Nel lip-sync finale, si scontrano Keiona e Sara Forever con la canzone Titanium di David Guetta e Sia. Dopo il duello finale Nicky Doll dichiara Keiona vincitrice della seconda edizione di Drag Race France.